# لورانس أوركهارت
لورانس أوركهارت (بالإنجليزية: Lawrence Urquhart)‏ هو كاتب عدل ‏ وشخصية أعمال بريطاني، ولد في 24 سبتمبر 1935.